# Roger Paul
Roger Paul (* 1965 in Memmingen) ist ein deutscher Mediziner und Facharzt für Urologie.

## Werdegang
Nach seinem Studium der Medizin in Regensburg und München absolvierte Paul die fachärztliche Ausbildung, die er 1999 erfolgreich abschloss. Nach einem Forschungsaufenthalt in Baltimore folgte dann die Habilitation im Jahr 2001, anschließend wurde er zum außerplanmäßigen Professor an der Technischen Universität München ernannt. In den Jahren 2002–2006 war Paul als leitender Oberarzt am Klinikum Rechts der Isar in München und seit dem 1. April 2006 am Urologischen Zentrum Fürstenfeldbruck-Germering sowie operativ am Klinikum Fürstenfeldbruck als Mitglied des Team-Urologie tätig.

## Tätigkeitsschwerpunkte
- Uroonkologie mit dem gesamten Spektrum der konservativen Therapie, einschließlich Chemotherapie und urologischer Tumorchirurgie
- Endoskopische Operationen und Harnröhrenchirurgie
- Ausbildungsleiter für Urologischen Ultraschall der Deutschen Gesellschaft für Ultraschall in der Medizin (DEGUM).